# William Gibson (1873–1954)
William Gibson, född 9 juli 1873 på Jonsereds herrgård i Partille socken, död där 21 augusti 1954, var en svensk företagsledare.
William Gibson var son till disponenten William Gibson. Han blev underlöjtnant vid flottan 1894 och kapten 1904 men tog avsked ur aktiv tjänst samma år. 1915 blev Gibson kommendörkapten av andra graden i flottans reserv. 1904–1907 var han verksam som disponentassistent vid Jonsereds Fabrikers AB. Efter faderns död 1907 utsågs han till direktör för bolagets textilavdelning och kvarstod på posten till 1928, då han utsågs till ordförande i bolagets styrelse. Under en följd av år av Gibson ordförande i Partille kommunalstämma och kommunalfullmäktige samt ordförande i Jonsereds municipalfullmäktige. 1910–1922 tillhörde han Göteborgs och Bohus läns landsting